# Nutrició

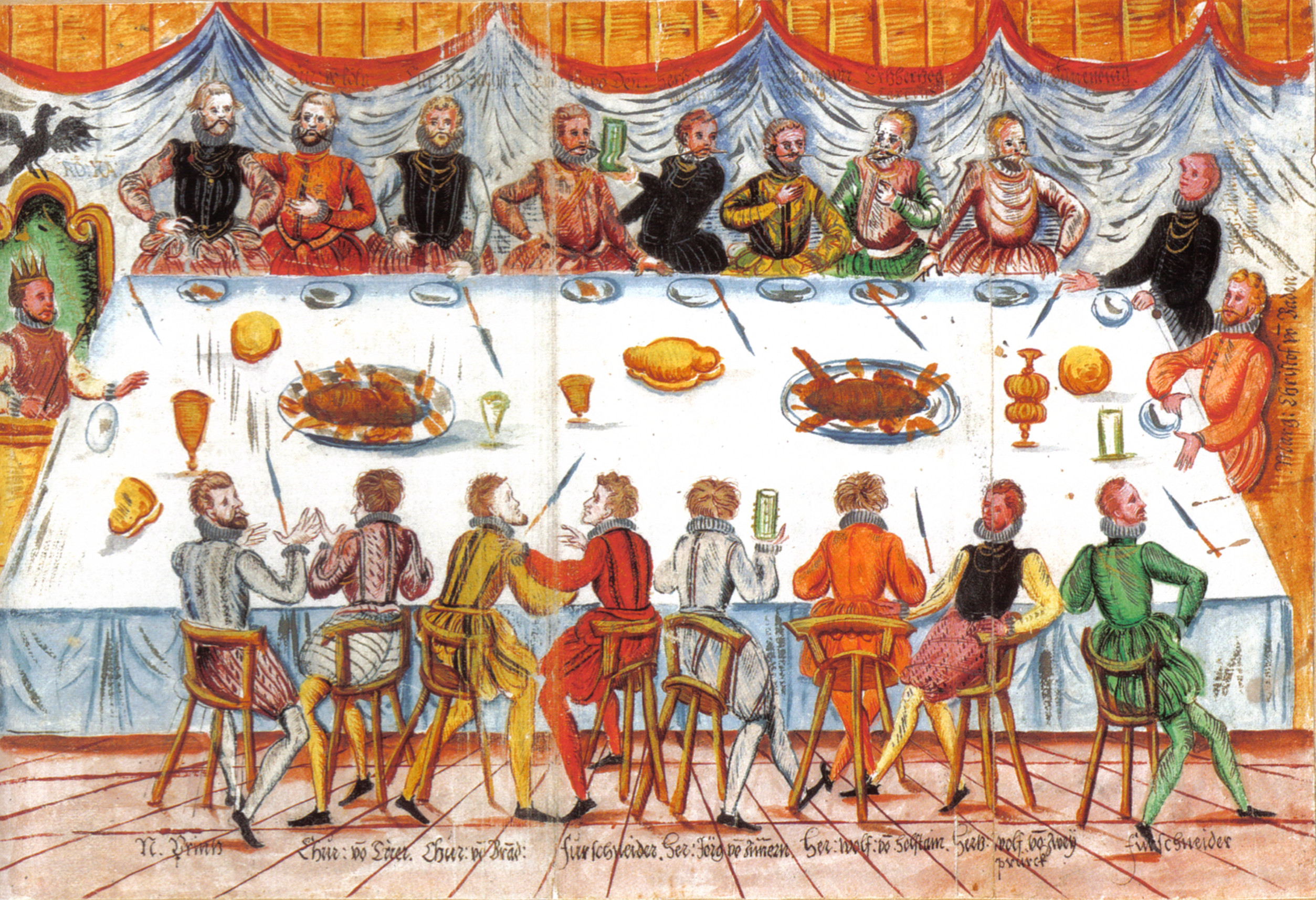
Banquet durant el segle XVI

La nutrició és la ciència que estudia els nutrients i altres substàncies alimentàries, i la forma en què el cos les assimila.
Només és possible tenir una idea aproximada dels complexos processos que els nutrients experimenten dins del cos: com s'influeixen, com es descomponen per a alliberar-se en forma d'energia i com són transportats i utilitzats per a reconstruir infinitat de teixits especialitzats i mantenir l'estat general de salut de l'individu.
No hi ha un consens sobre quina és la millor dieta i també els mètode utilitzat (els qüestionaris de freqüències de menjar) presenta molts límits a la seua fiabilitat.
No obstant això, és necessari prendre decisions importants respecte a la nutrició que incidisquen en la salut de grups com ara xiquets i ancians, i de poblacions senceres que pateixen de malnutrició. L'Organització Mundial de la Salut (OMS) i alguns països estan donant indicacions precises quant als nutrients que serveixen de guia per a aconseguir una dieta equilibrada.

## Nutrició i els seus aparells
La nutrició és el conjunt de processos que permeten utilitzar i transformar substàncies per viure. Permet aprofitar la matèria orgànica per alimentar a les cèl·lules utilitzant nutrients gràcies a quatre aparells: digestiu, respiratori, circulatori i excretor.
L'aparell digestiu absorbeix nutrients, l'aparell respiratori agafa l'oxigen de l'aire, i l'aparell circulatori transporta aquests nutrients i l'oxigen i els reparteix entre les cèl·lules; d'aquestes, la sang arreplega les substàncies de rebuig i les porta a l'aparell excretor. Aquest últim s'encarrega d'expulsar les substàncies no necessaries al exterior del organisme.

## Nutrició i alimentació
Les ciències de la nutrició estudien la nutrició en si, el procés biològic en què els organismes assimilen i utilitzen els aliments i els líquids per al funcionament, el creixement i el manteniment de les funcions normals.
Encara que alimentació i nutrició s'utilitzen sovint com a sinònims, són termes diferents, ja que:
- La nutrició fa referència als nutrients que componen els aliments i comprèn un conjunt de fenòmens involuntaris que succeeixen després de la ingestió dels aliments, és a dir, l'absorció o pas a la sang des del tub digestiu dels seus components o nutrients, i la seva assimilació en les cèl·lules de l'organisme.
- L'alimentació comprèn un conjunt d'actes voluntaris i conscients que van dirigits a l'elecció, preparació i ingestió dels aliments, fenòmens molt relacionats amb el medi sociocultural i econòmic (medi ambient) i determinen almenys en gran part, els hàbits dietètics i estils de vida.

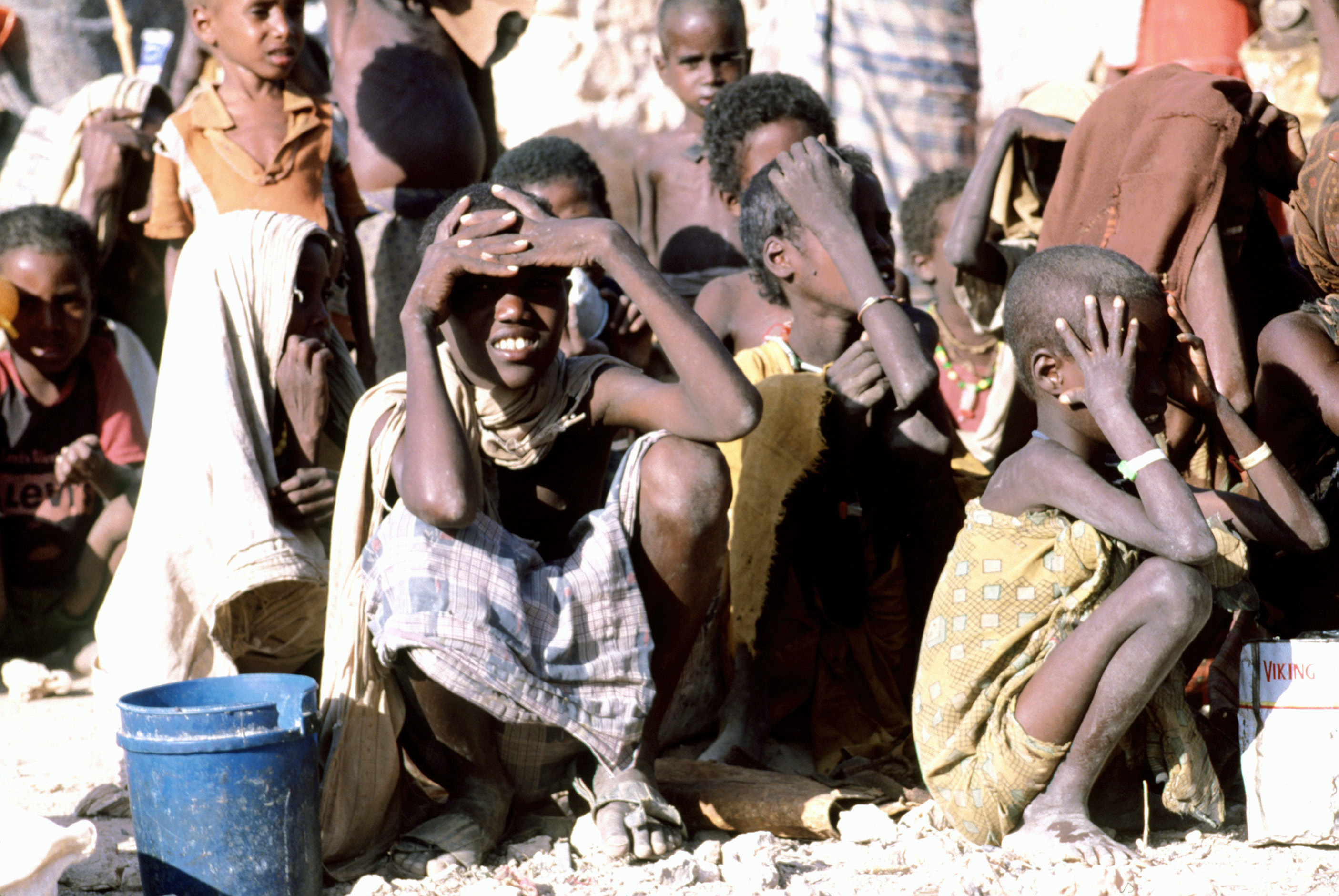
Gent afamegada a Somàlia (1992)

Una nutrició adequada és la que cobreix:
- Els requeriments d'energia a través de la ingestió en les proporcions adequades de nutrients energètics com els hidrats de carboni i greixos. Aquests requeriments energètics estan relacionats amb l'activitat física i la despesa energètica de cada persona.
- Els requeriments plàstics o estructurals proporcionats per les proteïnes.
- Les necessitats de micronutrients no energètics com les vitamines i minerals.
- La correcta hidratació basada en el consum d'aigua.
- La ingesta suficient de fibra dietètica.

Tot i així, a vegades, hi ha persones que l'alimentació no els cobreix del tot les quantitats necessàries d'aquests nutrients, és per aquest motiu que afegeixen a la seva dieta algun complement dietètic que els complementi la l'alimentació.
Les pautes dietètiques correctes es representen en la piràmide dels aliments.

## Funcionament de la nutrició

### Esquema de la funció de la nutrició
- L'aparell digestiu: ingereix i transforma els aliments en nutrients, que passen a la sang. Expulsa a l'exterior allò que no digereix.
- L'aparell circulatori: transporta la sang per tot el cos, a través dels vasos sanguinis. El cor és l'òrgan propulsor. La sang transporta els nutrients, els gasos respiratoris, les hormones i les substàncies de rebuig de les cèl·lules.

### Els nutrients
Els nutrients són compostos químics que contenen els aliments i que les cèl·lules necessiten per viure. Les funcions dels nutrients són:
- Energètica: Aporten energia per al funcionament de les cèl·lules.
- Plàstica o reparadora: Proporcionen components per al creixement i la renovació de les cèl·lules que es destrueixen.
- Reguladora: Subministren substàncies que controlen les reaccions químiques de les cèl·lules.

## Nutrició i salut
De tots és sabut la dita que una persona és el que menja. Hi ha múltiples malalties relacionades o provocades per una deficient nutrició, ja siga en quantitat, per excés o defecte, o per mala qualitat:
- Alguns càncers.
- Anorèxia nerviosa.
- Ateroesclerosi.
- Avitaminosi: Són poc freqüents als països occidentals com el beri-beri, el raquitisme, l'escorbut, la pel·lagra.
- Bulímia nerviosa.
- Desnutrició: Que provoca la síndrome de kwashiorkor.
- Diabetis Mellitus.
- Goll endèmic.
- Hipertensió arterial.
- Obesitat.
- Trastorns psíquics, produïts per l'obsessió.

## Història de la nutrició

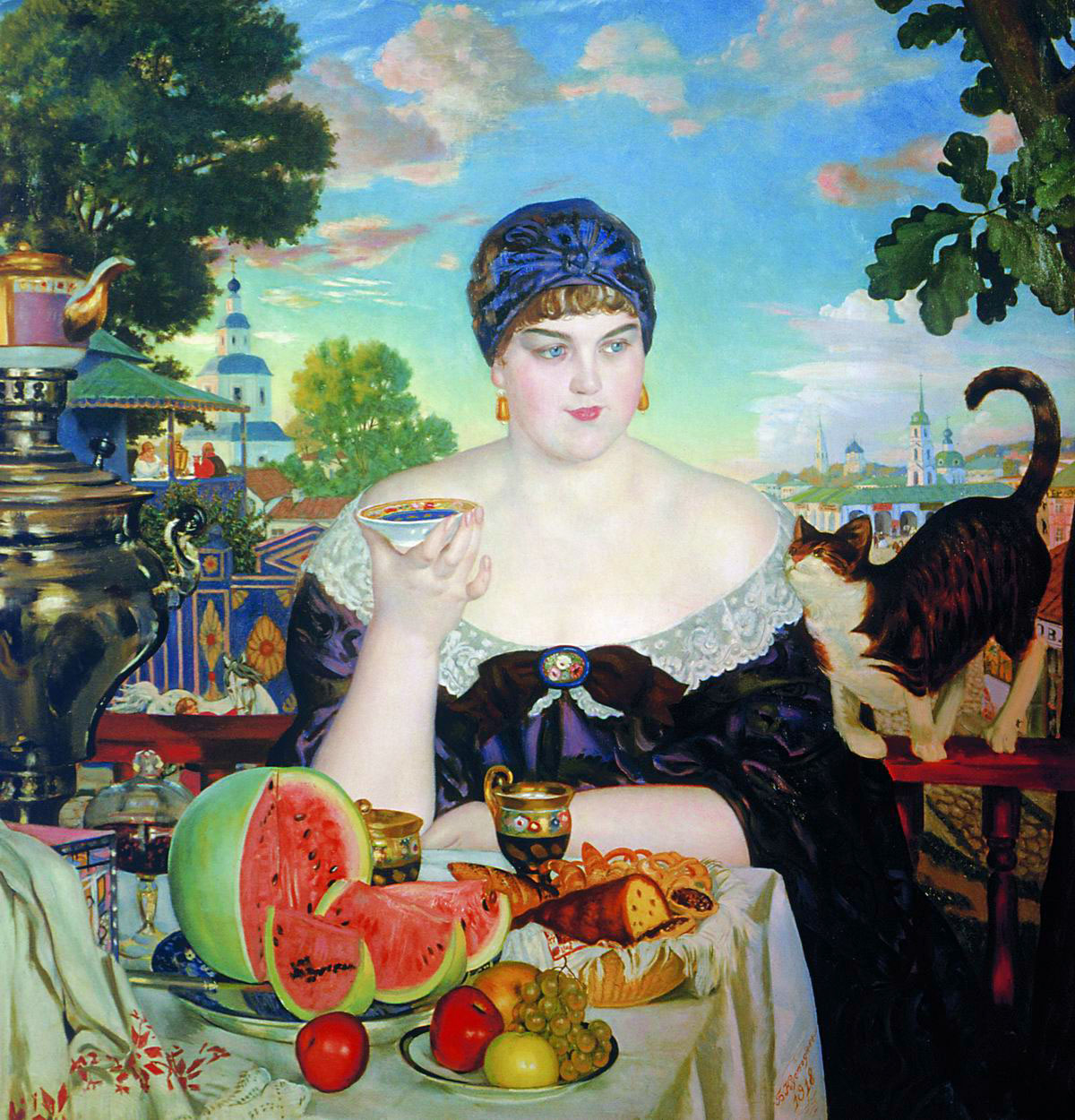
La dona del marxant, per Boris Kustodiev

Des de l'aparició de l'home sobre la terra, el tipus d'aliments que aquest ha hagut d'ingerir per al seu manteniment, ha variat a través dels "temps", pel fet que es va veure obligat a adaptar a aquells que tenia més pròxims i li era més fàcil obtenir amb les escasses ferramentes que posseïa. Com a exemple, servisca citar els estudis sobre les restes del ser humà més antic trobat fins a la data (ens referim a l'home d'Atapuerca-Burgos).
S'ha arribat a la conclusió que era carronyaire i disputava els seus "menjars" amb altres animals de les mateixes característiques alimentàries. En el seu caminar a la recerca de queviures, s'anava trobant nous tipus a què es veia obligat a adequar. La disponibilitat de la caça major anava disminuint i havia d'alimentar-se de la caça menor, del marisc (en algunes àrees) i sobretot de plantes comestibles. Aquesta fase adaptativa va començar fa uns 100.000 anys.
Se cita que els últims a patir aquestes restriccions, fa uns 30.000 anys, han sigut els habitants d'unes zones molt determinades (dues regions de l'Orient Mitjà). No obstant això, a la península Ibèrica fa menys de 20.000 anys (Freeman, 1981) la carn encara suposava més del 50% de la dieta habitual.
Fa uns 12.000 anys (Cavalli-Sforza, 1981; Trowell, 1981) s'inicia la primera revolució agrícola. Açò suposava una font fixa de proteïnes. Hem de tenir en compte la gran variabilitat en les xifres recollides en les collites; la qual cosa comportava una alimentació irregular i a èpoques de fam. El resultat final de les recol·leccions es veia molt afectat per la climatologia, contra la qual era molt difícil lluitar. L'emmagatzemament de sobrants, en anys bons de producció, tampoc era el més eficaç. El que ocasionava una alimentació irregular.
Lentament el tipus de manutenció va anar variant fins als nostres dies, en els quals el coneixement sobre el tema és major. Però, l'assumpte no està tancat encara. Segueixen els estudis per a un millor entesa i per a aportar les solucions adequades.
Un estudi molt citat publicat el 2013 al NEJM va ser retractat al trobar que hi havia un mal disseny en la recerca.